# Begonia guishanensis
Espèce
Synonymes
- Begonia rhodophylla C. Y. Wu[2]

Begonia guishanensis est une espèce de plantes de la famille des Begoniaceae.
L'espèce fait partie de la section Diploclinium.
Elle a été décrite en 1994 par Shu Hua Huang et Yu Min Shui.

## Répartition géographique
Cette espèce est originaire du pays suivant : Chine.